# Sascha Ruefer

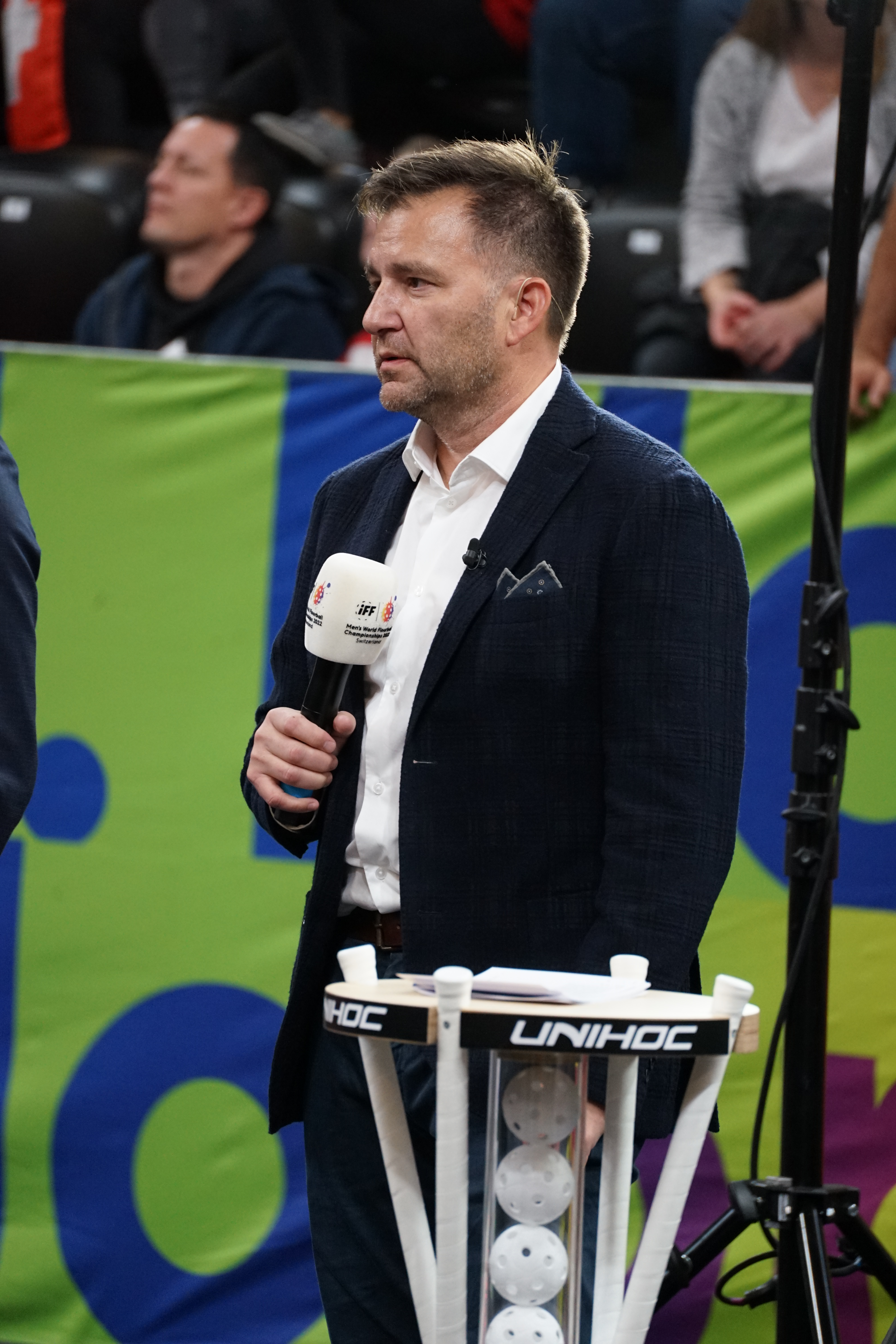
Sascha Ruefer an der Unihockey-WM 2022

Sascha Ruefer (* 19. Januar 1972 in Grenchen) ist ein Schweizer Sportreporter, TV-Moderator und Showmaster.

## Leben
Sascha Ruefer wuchs in Lengnau im Bieler Seeland auf. Er wohnt mit seiner Lebensgefährtin, der Musikerin Eliane, und der gemeinsamen Tochter (* 2025) in Schenkon im Kanton Luzern. Er hat aus einer vergangenen Beziehung einen Sohn (* 2013). Er hat zwei jüngere Brüder und eine Schwester. Seine Mutter kommt aus Slowenien.

## Karriere
Sascha Ruefer schloss 1992 die Handelsmittelschule Biel mit dem höheren Handelsdiplom ab. Schon zu seiner Schulzeit arbeitete Ruefer für regionale Medien. Als Zwölfjähriger schrieb er erste Sportberichte für das Bieler Tagblatt, zwei Jahre später stieg er als Reporter und Moderator beim zweisprachigen Lokalradio Canal 3 ein. 1995 erfolgte der Wechsel zu Schweizer Radio DRS (heute Radio SRF), wo er als jüngster Livekommentator von der Fussball-Europameisterschaft 1996 in England berichtete. 1997 schaffte Ruefer bei Schweizer Radio und Fernsehen SRF das Casting und wurde Redaktor der neugeschaffenen, täglichen Sportsendung Sport aktuell.
Seit 1998 war Sascha Ruefer als Live-Kommentator an jeder Fussball-Europameisterschaft und Fussball-Weltmeisterschaft mit dabei. 2008 bestimmte Schweizer Radio und Fernsehen Sascha Ruefer zum neuen Livekommentator der Schweizer Fussballnationalmannschaft. Ruefer trat damit die Nachfolge von Bernard Thurnheer an, der über 30 Jahre lang den prestigeträchtigsten Kommentatorenjob bei Schweizer Radio und Fernsehen ausgeübt hatte. Nationalspieler Haris Seferović bezeichnet er in Länderspielen jeweils als «Harris Seferovic, der Mann aus Sursee». Der Spruch hat bei den Fans Kultstatus erreicht.
Seit 1999 moderiert Sascha Ruefer regelmässig die tägliche Sportsendung Sport aktuell beim Schweizer Radio und Fernsehen. Den Sprung auf die Hauptbühne in der Abteilung Unterhaltung schaffte er als Moderator von Schlager- und Volksmusiksendungen. Zwischen 2004 und 2010 moderierte er zusammen mit Monika Fasnacht die Schweizer Ausscheidung zum Grand Prix der Volksmusik. 2005 und 2008 war er zudem Moderator der Eurovisionssendung Finale des Grand Prix der Volksmusik. Seit 2009 präsentiert Ruefer mit Sängerin Monique die Starnacht aus der Jungfrauregion. Ruefer ist einer der wenigen Schweizer Moderatoren, die auch bei Eurovisionssendungen von ORF/ZDF und SRG zum Einsatz kommen. Von 2009 bis 2013 führte Ruefer ausserdem durch die Musiksendung Schlagersommer im Sommerprogramm von Schweizer Radio und Fernsehen. Seine Affinität zur Schlagermusik führt ihn regelmässig auf Bühnen von Openairs oder Konzerten. Seit 2005 ist der gebürtige Seeländer Gastgeber des Volksschlager Openairs in Zofingen, einer der grössten Schlagerveranstaltung der Schweiz.
Seit 2018 moderiert er zusammen mit Rainer Maria Salzgeber und Paddy Kälin die SRF-Sendung Sportpanorama.
Von 2003 bis 2011 organisierte Ruefer als Turnierdirektor das Fussballturnier Uhrencup in Grenchen. 

## Auszeichnungen
Am 2. Oktober 2004 wurde die damals von Rainer Maria Salzgeber, Jann Billeter, Mario Denzler, Sascha Ruefer und Daniela Schmid moderierte Sendung Sport aktuell von der Fernsehzeitschrift TVStar als Sendung des Jahres ausgezeichnet.
2012 verlieh die Stadt Grenchen der Organisation Uhrencup um Sascha Ruefer den Sportpreis der Stadt Grenchen für ihr Engagement für das Traditionsturnier.